# Geoffrey Kirui
Geoffrey Kirui (* 16. února 1993, Nyeri, Keňa) je keňský atlet, běžec, který se specializuje na dlouhé tratě.
V roce 2012 obsadil třetí místo v běhu na 10 000 metrů na mistrovství světa juniorů. Jeho největším úspěchem se stal titul mistra světa v maratonu, který vybojoval v srpnu 2017 v Londýně.